# 大清水上遺跡
大清水上遺跡（おおすずかみいせき）は、岩手県奥州市胆沢若柳字慶存にある縄文時代の環状集落の遺跡。国の史跡に指定されている。

## 遺跡の概要
岩手県の南西部に位置し、一辺20キロメートルで日本最大級の扇状地である胆沢扇状地の最奥頂部、標高280メートルの中位段丘上に立地する。
遺跡は縄文時代前期後葉の大木5式期に限られ、遺構が存在しない直径約20メートルの中央広場を取り囲むように、大型竪穴建物62棟がその長軸を中央広場の中心部へ向けて円環状に直径約110メートルの範囲で配置され、さらにその外側には小型竪穴建物や主に貯蔵穴と想定される土坑が巡っている。
縄文時代の環状集落の萌芽は縄文時代前期中葉の綾織新田遺跡（岩手県遠野市）や根古谷台遺跡（栃木県宇都宮市・黒浜式）に見られるが、それらはいまだ中央広場に大型竪穴建物の長軸を向けない構造になる。それに対し、時期的にも後出する大清水上遺跡は、中央広場に軸線を向けて環状を形成する集落で、縄文時代中期に普遍化する環状集落の初期形態として、その形成状況がわかる重要な遺跡である。

## 発掘調査の開始と史跡指定
胆沢ダム建設事業に伴い当該地の発掘調査が2000年（平成12年）に開始されたが、中央広場を有する環状集落であることが判明したため、集落のほぼ全域は計画変更により保存された。2008年（平成20年）7月28日に国の史跡に指定された。